# Журба, Иван Макарович
Иван Макарович Журба (1915-1962) — гвардии лейтенант Рабоче-крестьянской Красной Армии, участник Великой Отечественной войны, Герой Советского Союза (1944).

## Биография
Иван Журба родился 13 сентября 1915 года в селе Белояровка Каменско-Белоярской волости Кустанайского уезда. В 1941 году окончил педагогический институт. В декабре того же года он был призван на службу в Рабоче-крестьянскую Красную Армию и направлен на фронт Великой Отечественной войны.
В 1943 году окончил курсы усовершенствования офицерского состава. К ноябрю 1943 года гвардии младший лейтенант Иван Журба командовал стрелковой ротой 23-й гвардейской мотострелковой бригады 7-го гвардейского танкового корпуса 3-й гвардейской танковой армии 1-го Украинского фронта. Отличился во время битвы за Днепр.
В начале ноября 1943 года рота Журбы одной из первых в полку переправилась через Днепр. 4-5 ноября рота прорвала немецкую оборону и ворвалась в село Святошино (ныне — в черте Киева), а затем вышла к шоссейной дороге Киев-Житомир, отрезав тем самым противнику пути отхода.
Указом Президиума Верховного Совета СССР от 3 июня 1944 года гвардии младший лейтенант Иван Журба был удостоен высокого звания Героя Советского Союза с вручением ордена Ленина и медали «Золотая Звезда».
После окончания войны Журба был уволен в запас. Проживал и работал в городе Кзыл-Орда, скончался 12 июля 1962 года.
Был также награждён орденом Красного Знамени и рядом медалей.